# پرامی‌کونازول
پرامی‌کونازول (انگلیسی: Pramiconazole) یک داروی ضد قارچ تریازول است که برای درمان عفونت‌های قارچی حاد پوست و مخاط در دست توسعه بود اما هرگز به بازار عرضه نشد.